# Pascal Vyncke
Pascal Vyncke (14 mei 1985) is de oprichter van de website SeniorenNet, een website die zich richt op de 50-plusser. Verder is hij schrijver van de boeken Internet na 50, Veilig op het internet en Computeren na 50.
Internet na 50 is een boek waarin diverse aspecten van het internet worden uitgelegd speciaal voor oudere internetgebruikers, zowel beginners als gevorderden. Het boek Veilig op het internet legt uit hoe men veilig surfen kan op het internet: van dit boek verscheen in 2007 een nieuwe versie onder de titel Veilig surfen na 50.
Vyncke publiceerde vanaf eind 2007 het maandblad Pasc@l. Eind 2008 verdween het maandblad en werd de opvolger Daarom! aangekondigd. Wegens een terugval op de advertentiemarkt werd begin 2009 echter besloten dit tijdschrift toch niet uit te geven.

## Prijzen
- SeniorenNet haalde na Google.be de tweede plaats van de "Site van het Jaar 2005" (in de categorie 'professionele site').
- Vyncke won in 2005 de "Wablieftprijs" voor SeniorenNet en zijn boek Internet na 50 en Veilig op het internet.

## Internetmeme
In mei 2009 werd de toenmalige profielpagina van Pascal Vyncke op SeniorenNet opgemerkt door een bezoeker. Deze had zijn twijfels bij de correctheid van de uitspraken op de pagina. Meteen sprongen veel andere internetgebruikers mee op de kar. Ze schreven via Twitter verschillende ontdekkingen, uitspraken en technologieën onterecht toe aan Vyncke.